# روبن هولواي
روبن هولواي (بالإنجليزية: Robin Holloway)‏ هو ملحن بريطاني، ولد في 19 أكتوبر عام 1943، في ليمينغتون سبا في المملكة المتحدة.

## وصلات خارجية
- روبن هولواي على موقع ميوزك برينز (الإنجليزية)
- روبن هولواي على موقع ديسكوغز (الإنجليزية)